# Grande synagogue de Leipzig (1855-1938)
Pour les articles homonymes, voir Grande synagogue.

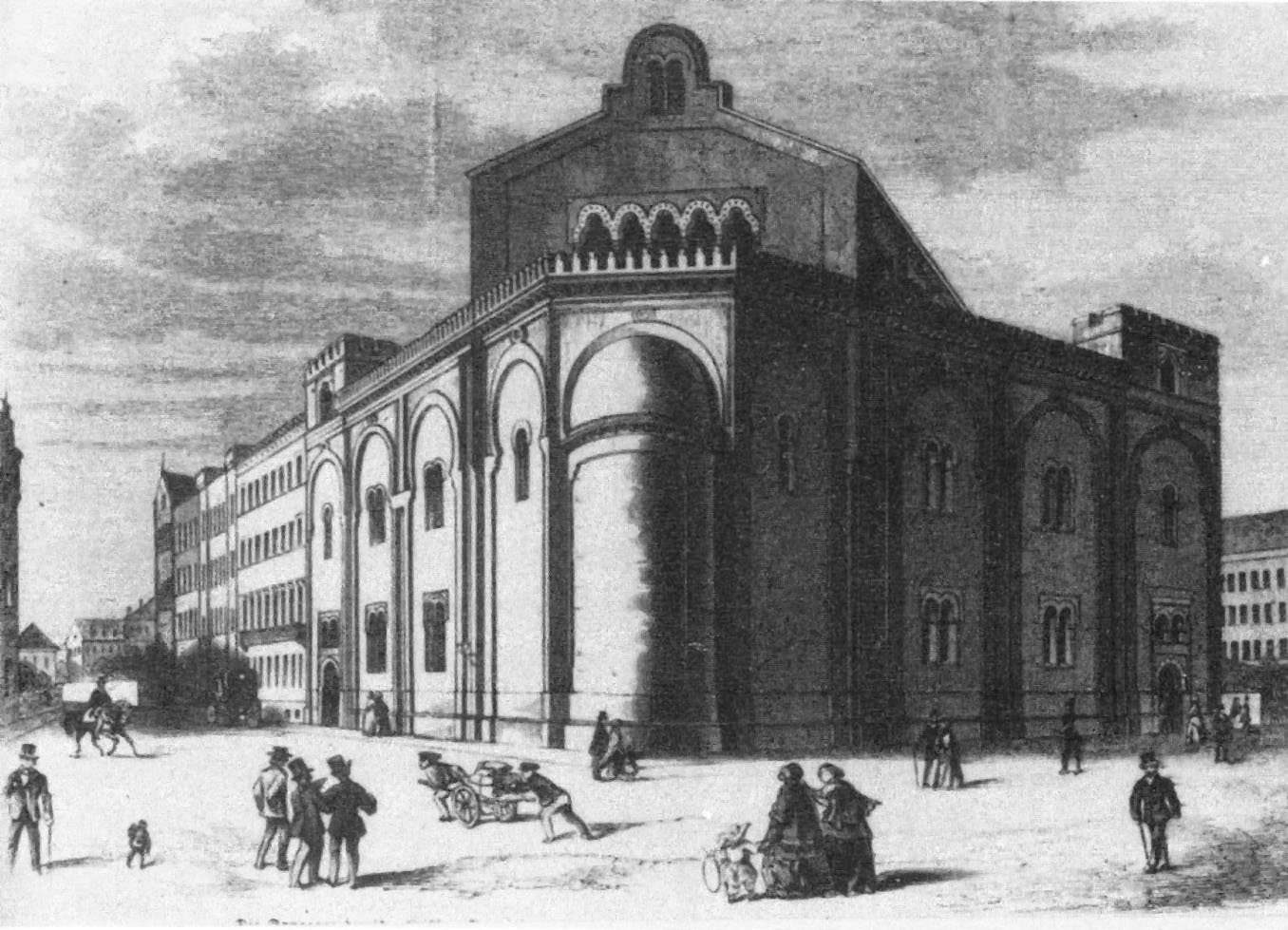
Gravure d'Alfred Krauße d'après un dessin d'Adolf Eltzner, 1850

La synagogue communautaire de Leipzig, située à l'ouest de la vieille ville, dans la Gottschedstrasse a été érigée en 1855 et détruite par les nazis lors de la nuit de Cristal du 9 au 10 novembre 1938.
Leipzig est une ville d'Allemagne au nord-ouest du Land de Saxe qui compte actuellement plus de 500 000 habitants. Après la Seconde Guerre mondiale, Leipzig fait partie de la zone d'occupation soviétique puis de la RDA jusqu'à la réunification allemande en 1989-1990.

## La communauté juive de Leipzig

### La première communauté juive
La première preuve écrite de l'existence d'une communauté juive à Leipzig avec une synagogue, date des années 1230. Le marquis de Meissen en 1265, dans une résolution concernant les Juifs, demande que ceux-ci ne soient pas défavorisés vis-à-vis des Chrétiens devant la juridiction souveraine.
Bien que lors de la grande épidémie de peste noire de 1348-1350, les Juifs soient soupçonnés d'avoir empoisonné les puits, on ne possède aucun document prouvant que les Juifs de Leipzig aient été persécutés, contrairement à ce qui se passe dans d'autres villes de Saxe. En 1359, il existe une Judengasse (ruelle aux Juifs) située dans le faubourg de Ranstädt et un rabbin en 1364. En 1368, un nouveau décret réitère l'égalité juridique des Juifs. En 1425, l'Électeur de Saxe, Frédéric Ier (1370-1428) instaure un sauf-conduit pour tous les Juifs de Leipzig.
La synagogue est vendue en 1441, et vers 1446, disparaît la première communauté juive de Leipzig.

### La nouvelle communauté juive
Cependant, la vie juive n'est pas totalement absente pendant les siècles suivants, surtout à la période des trois foires annuelles où de nombreux commerçants juifs se rendent à Leipzig. Après la démolition de la Judengasse en raison de son délabrement, les commerçants s'installent principalement dans le Brühl, une des plus anciennes rues de la ville, située à l'intérieur des anciens remparts de la ville, et qui deviendra plus tard le centre de quartier juif. En 1673, la maison 728 (actuellement au 68 du Brühl) est connue sous le nom de "Judenherberge" (Auberge des Juifs).
Néanmoins, depuis la Réforme, seules les personnes de confession évangélique luthérienne peuvent devenir citoyens de la ville et y habiter de façon permanente.
Les marchands juifs entretiennent des lieux de prière en fonction de leur ville d'origine: les commerçants juifs de Berlin ont leur propre synagogue, de même ceux de Hambourg. Les commerçants de Brody, à l'époque important carrefour et centre de commerce juif, qui se rendent à Leipzig, possèdent une synagogue, la Brodyer Synagoge, dès 1728, et en 1753 celle-ci s'installe dans la maison "Zum blauen Harnisch" (à l'Armure bleue), à l'emplacement actuel du 71 du Brühl.
En 1710, Gerd Levi (1659-1739), venant de Hambourg, est le premier Juif autorisé à s'établir à Leipzig avec sa famille et ses serviteurs. Il est sous la protection directe du Prince-Électeur. En 1766, six familles juives et environ dix personnes seules, connues sous le nom de Juifs protégés (Schutzjuden), vivent de façon permanente à Leipzig.
En 1767, Elkan Herz (1751-1816) est le premier Juif autorisé à entrer à l'Université de Leipzig. En 1832, environ 140 Juifs ont l'autorisation de séjourner à Leipzig et en 1836, Veith Salomon est le premier Juif à obtenir le statut de citoyen de Leipzig.
Le 23 avril 1846, est constituée la nouvelle communauté juive de Leipzig avec l'approbation de ses statuts par le ministère de l'Éducation et de la Culture de Saxe à Leipzig. La communauté dès ses débuts fait partie de l'aile libérale du judaïsme réformé, tandis que la majorité des commerçants juifs originaires de l'Europe de l'Est est strictement orthodoxe.
En 1855, la grande synagogue communautaire est inaugurée à l'angle de la Gottschedstrasse et de la Zentralstrasse, et en 1904 la synagogue de Brody est reconstruite dans un bâtiment de la Keilstrasse. Le rabbin Ephraim Carlebach (1879-1936) fonde en 1912 la Höhere Israelitische Schule (École israélite supérieure). Le nombre de fidèles est en forte augmentation et en 1925 on compte 12 594 membres de la communauté, ce qui la place au sixième rang en Allemagne par le nombre de ses membres. Leipzig compte à cette époque treize synagogues et quatre oratoires. Lors des années suivantes, le nombre de membres diminue, mais la population juive est encore de 11 500 en été 1933.
De 1837 à 1922, parait à Leipzig le Allgemeine Zeitung du Judenthums, l'organe des Juifs allemands. Avec l'émigration de nombreux Juifs d'Europe de l'Est, après la Première Guerre mondiale parait en 1924 un journal en yiddish. Depuis la fin du XIXe siècle, et plus particulièrement pendant la République de Weimar, les Juifs prennent une part de plus en plus importante dans la vie de la ville, aussi bien du point de vue économique et commercial, que dans l'enseignement et les arts.

### La période nazie
La défaite allemande lors de la Première Guerre mondiale, l'inflation et le chômage sont des terrains fertiles pour l'antisémitisme en Allemagne. Déjà en 1925, la police de Leipzig déjoue un projet d'attentat à l'explosif contre la grande synagogue de la communauté. Des membres d'un mouvement d'extrême droite et antisémite proche d'Hitler sont arrêtés par la police et condamnés à des peines de prison. Un journal de Leipzig parle alors de "turpitude et de non-haine".
Le 9 octobre 1936, le monument en l'honneur de Felix Mendelssohn est détruit. Le 28 octobre 1938, 1 500 Juifs étrangers sont expulsés vers la frontière polonaise.
Lors de la nuit de Cristal, du 9 au 10 novembre 1938, la synagogue communautaire est incendiée ainsi que plus de 200 magasins et appartements appartenant aux Juifs. La population empêche les pompiers d'éteindre les incendies. Les ruines de la synagogue sont démolies aux frais de la communauté juive. Les Juifs sont obligés de se faire répertorier et d'habiter dans des maisons spécialement destinées aux Juifs. Le 1er janvier 1942 commence la solution finale pour les Juifs de Leipzig. 561 sont déportés au camp de concentration de Riga. Le dernier convoi du 14 février 1945, emporte les derniers 169 Juifs raflés par les nazis.
Quand les troupes américaines entrent dans Leipzig, en avril 1945, il ne reste plus que 24 Juifs dans la ville.

### Après la Seconde Guerre mondiale
L'ancienne synagogue de Brody avec son Talmud Thora dans la Keilstrasse est la seule synagogue de la ville à ne pas avoir été détruite par les nazis, car trop imbriquée dans des immeubles d'habitation. Elle peut donc être de nouveau inaugurée dès octobre 1945. Une nouvelle communauté juive se recrée, mais dès janvier 1953, en raison d'une virulente campagne antisémite et antisioniste du gouvernement de la République démocratique allemande (R.D.A) , de nombreux membres de cette communauté s'enfuient vers l'Allemagne de l'Ouest ou émigrent en Israël ou aux États-Unis.
Après la chute de la R.D.A, la population juive recommence à augmenter avec l'arrivée de Juifs d'Europe de l'Est et le retour de certains émigrés. En 2002, la population juive de Leipzig est évaluée à 800 personnes.

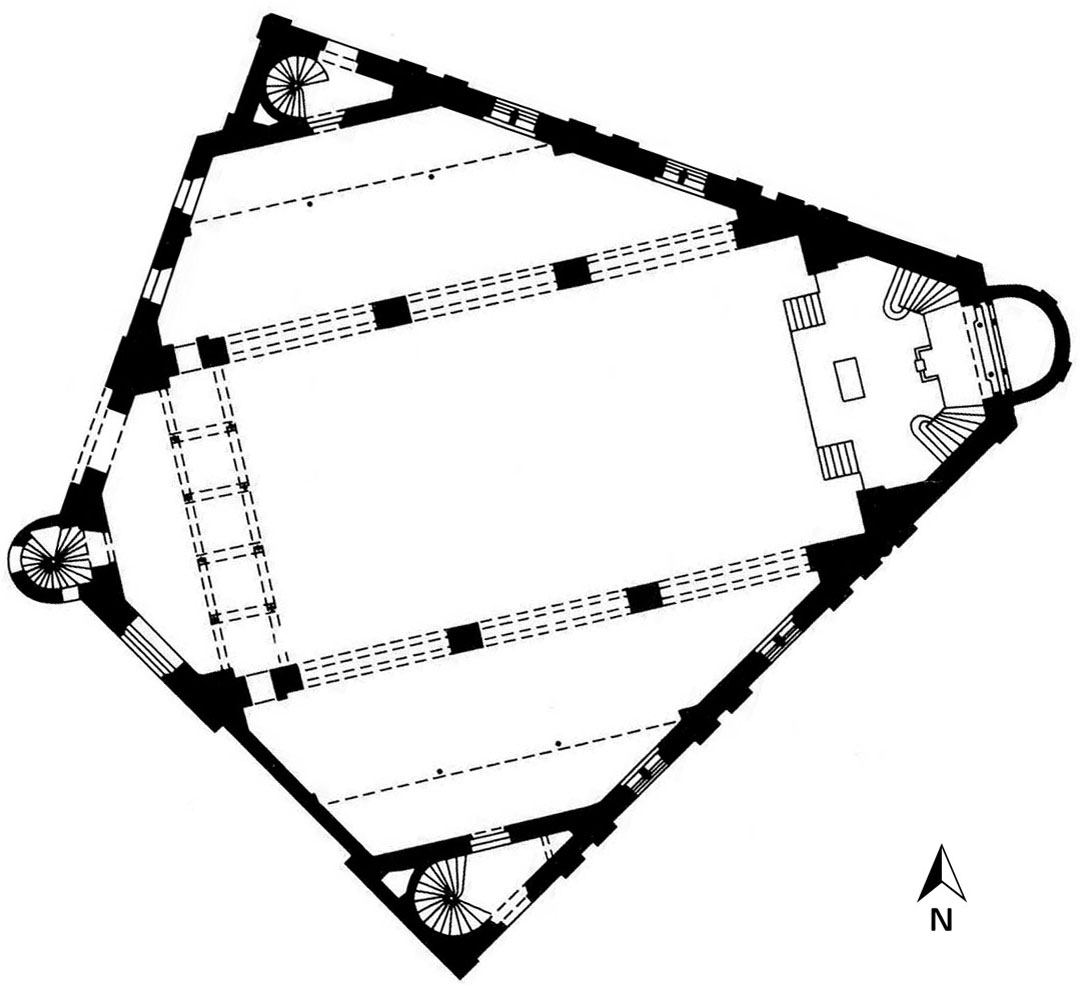
Plan trapézoïdal de la synagogue

## La synagogue communautaire
L'ancienne synagogue communautaire de Leipzig est construite dans la Gottschedstrasse, d'après les plans de l'architecte Otto Simonson (* 1829; † après 1856), élève de Gottfried Semper, et consacrée le 10 septembre 1855 par le rabbin Adolf Jellinek (1820-1893). Bien que lors de sa consécration, le nombre des membres officiels de la communauté ne soit que de 87 personnes, la synagogue possède 1 600 places assises pour les hommes et doit normalement remplacer les nombreux petits lieux de culte. Comme l'indique lui-même Simonson: « Désirée depuis de nombreuses années et suite aux négociations de 1853, la communauté juive a pris la décision de construire une maison de Dieu de cette importance, afin qu'il soit possible d'accueillir non seulement les membres de la communauté, mais aussi les négociants juifs venant de toutes les régions pour les foires. »

### Plan
Le terrain de forme triangulaire où doit être élevée la synagogue, et les impératifs religieux imposant une orientation est-ouest du bâtiment, sont les contraintes architecturales dominantes. Simon conçoit en conséquence un bâtiment de forme trapézoïdale, unique en tant que synagogue. Deux rangées de quatre colonnes, séparent la nef principale, construite suivant l'axe imposé est-ouest, des nefs latérales ou bas-côtés, coupés en biais parallèlement aux deux rues en raison du plan trapézoïdal.
L'accès aux galeries réservées aux femmes, situées au-dessus des bas-côtés, s'effectue par trois escaliers. Le premier, à l'extrémité ouest, est logé dans une tour saillante de l'extérieur. Les deux autres escaliers sont situés dans des tours construites dans l'espace compris entre le mur des nefs latérales et les murs extérieurs du bâtiment. Au niveau de la tour ouest, dans l'axe du bâtiment, on accède à une partie plus basse avec l'entrée, le vestibule, les vestiaires, une petite cour et une petite synagogue pour les jours de semaine.

### L'architecture extérieure
Du fait de sa situation, seule la pointe est de la synagogue, située à l'intersection de deux rues, ainsi que ses deux côtés adjacents sont visibles de l'extérieur. À la place de l'angle aigu des rues, Simonson a imaginé une abside semi-circulaire, au fond de laquelle il installe l'Arche sainte. Pour de nombreux habitants de Leipzig, l'extrémité est de la synagogue est donc considérée comme l'avant de la synagogue. Les deux façades le long des rues sont divisées chacune en quatre parties, pourvues de fenêtres doubles au rez-de-chaussée et au premier étage, encadrées d'une décoration en fer à cheval. Dans le petit espace entre ce cadre et la corniche, ont été percées de toutes petites rosaces.
Derrière, dominant l'ensemble, s'élève le fronton de la nef centrale, percée de cinq fenêtres en arcade, et couronné des Tables de la loi.

### L'architecture intérieure

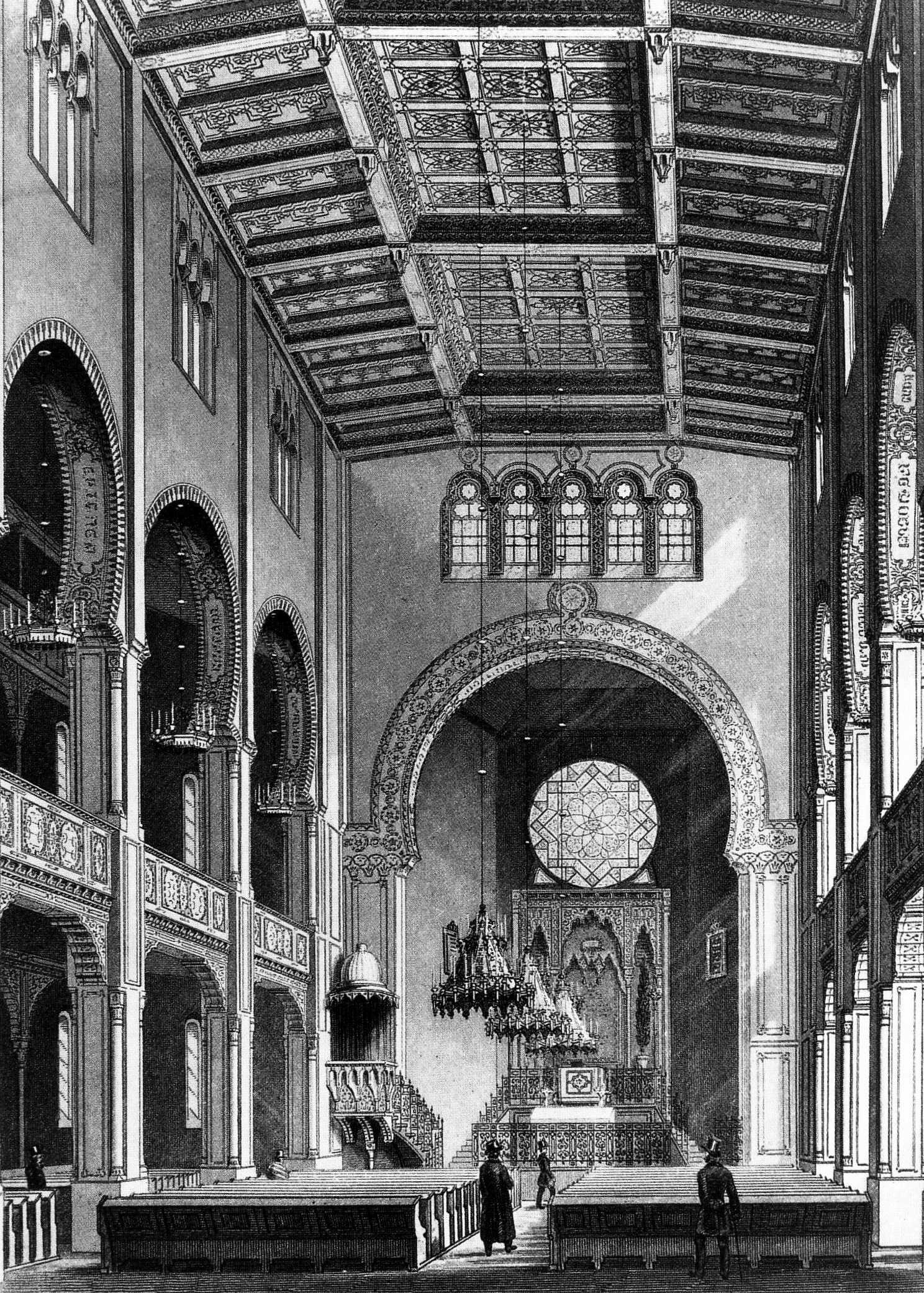
L'intérieur de la synagogue

Le bâtiment religieux a été conçu en style architectural indo-islamique pour accueillir 1 600 fidèles.
La nef centrale, d'une hauteur de trois niveaux, est séparée de chaque côté de la nef collatérale surmontée de la galerie des femmes et d'une hauteur totale de deux niveaux, par une rangée de quatre colonnes délimitant des ouvertures rectangulaires au rez-de-chaussée et des ouvertures à arc en fer à cheval au niveau de la galerie des femmes. Au-dessus de la galerie des femmes, le mur supérieur est percé de fenêtres rectangulaires en trois parties en claire-voie, également en forme de fer à cheval, encadrées d'une ouverture rectangulaire.

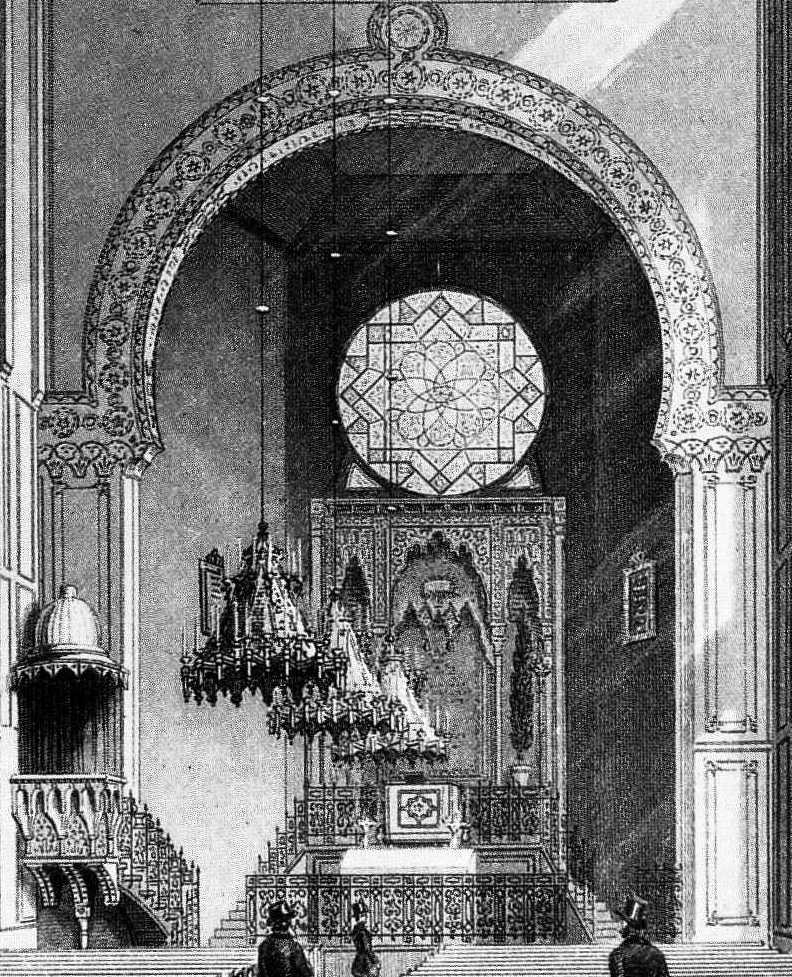
L'intérieur de la synagogue - le côté orienté vers l'est

Le plafond est divisé symétriquement en trois zones longitudinales, avec aux intersections des poutres longitudinales et transversales des motifs pendant en forme de petits stalactites. Des rosettes, à l'intérieur d'un réseau de carrés rappellent le style des constructions hispano-islamique.
Du côté est de la nef sont regroupés la chaire et dans l'abside, la bimah et l'Aron Kodesh (l'Arche sainte). La chaire de la synagogue est comparable à la chaire d'une église chrétienne, avec pour décor des stalactites mais est couronnée d'une coupole de style islamique telle que l'on trouve sur les minbars des mosquées. La bimah est située derrière une grille et derrière celle-ci un pupitre de lecture surélevé. De chaque côté de la grille, des marches conduisent à l'Arche sainte. L'Arche est divisée symétriquement en trois parties, avec une large partie centrale, et des parties latérales plus étroites.

### Le chœur
Lors de l'inauguration de la synagogue en 1855, retentit une composition de Salomon Jadassohn, qui deviendra chef de chœur à partir de 1865. Selon la tradition réformée, le chœur peut comprendre des hommes et des femmes. De plus, en raison de la renommée de Jadassohn de nombreux non-juifs participent aussi au chœur. En outre, en opposition avec le judaïsme orthodoxe, un orgue est installé dans la synagogue en 1868, construit par la société du célèbre facteur d'orgue Friedrich Ladegast.
Trois chanteurs retiennent particulièrement l'attention: Rafael Frank (de), Max Jaffé et Samuel Lampel. Frank arrive à Leipzig en 1903 et a été très actif et polyvalent. Son nom est surtout associé au développement des caractères hébraïques "Frank-Rühl". Jaffé et Lampel travaillent pour la communauté à partir de 1914. En plus de leur activité de chantre, ils enseignent à l'école israélite supérieure d'Ephraim-Carlebach. Lampel, chef des chantres depuis 1927, publie la collection Kol Sch’muel qui regroupe 57 compositions liturgiques pour les fêtes et le chabbat.
Le 10 novembre 1938, dans la matinée, la synagogue est en flamme. À la suite de la déportation des deux rabbins de la communauté, Lampel exerce alors les fonctions de rabbin. Les offices ont lieu à partir de 1939 dans la synagogue de la Keilstrasse qui a été épargnée, mais celle-ci est fermée en 1942. La même année, Lampel et Jaffé sont déportés et assassinés au camp d'extermination d'Auschwitz. Barnet Licht qui dirige le chœur depuis 1924 est surtout célèbre comme chef de chœur de formations populaires. Il jouera un rôle important pendant la période nazie dans le Jüdischer Kulturbund (Association culturelle juive) et survivra à sa déportation au camp de concentration de Theresienstadt.

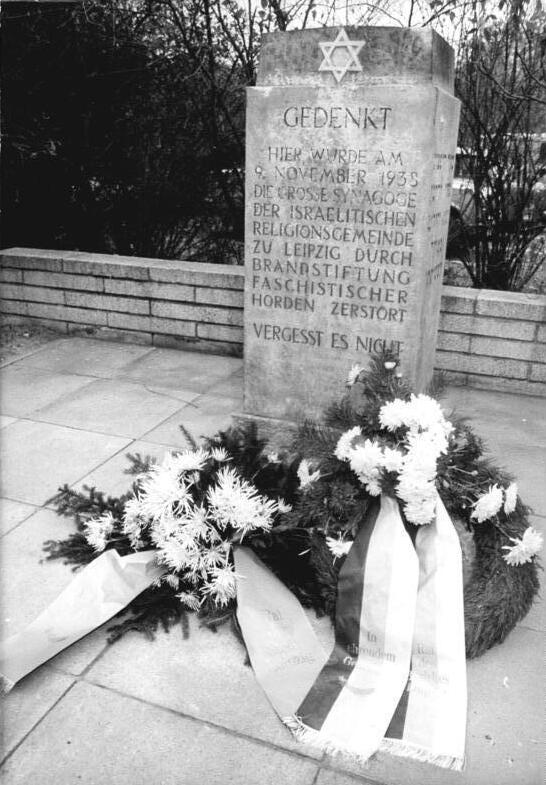
Stèle commémorative érigée en 1966

## Le mémorial

### Stèle commémorative de 1966
En 1966, une stèle commémorative réalisée par Hans-Joachim Förster est érigée sur le site de la synagogue, portant la mention en allemand et en hébreu: « Ici, le 9 novembre 1938, la grande synagogue de la communauté israélite de Leipzig a été détruite par un incendie criminel par les hordes fascistes. N'oubliez pas ».
Après la réunification de l'Allemagne, il est décidé de construire un mémorial plus important à l'emplacement de la synagogue, mais de conserver la stèle. Celle-ci est fréquemment parsemée de petits cailloux, symbole du souvenir dans la religion juive.

### Le monument commémoratif

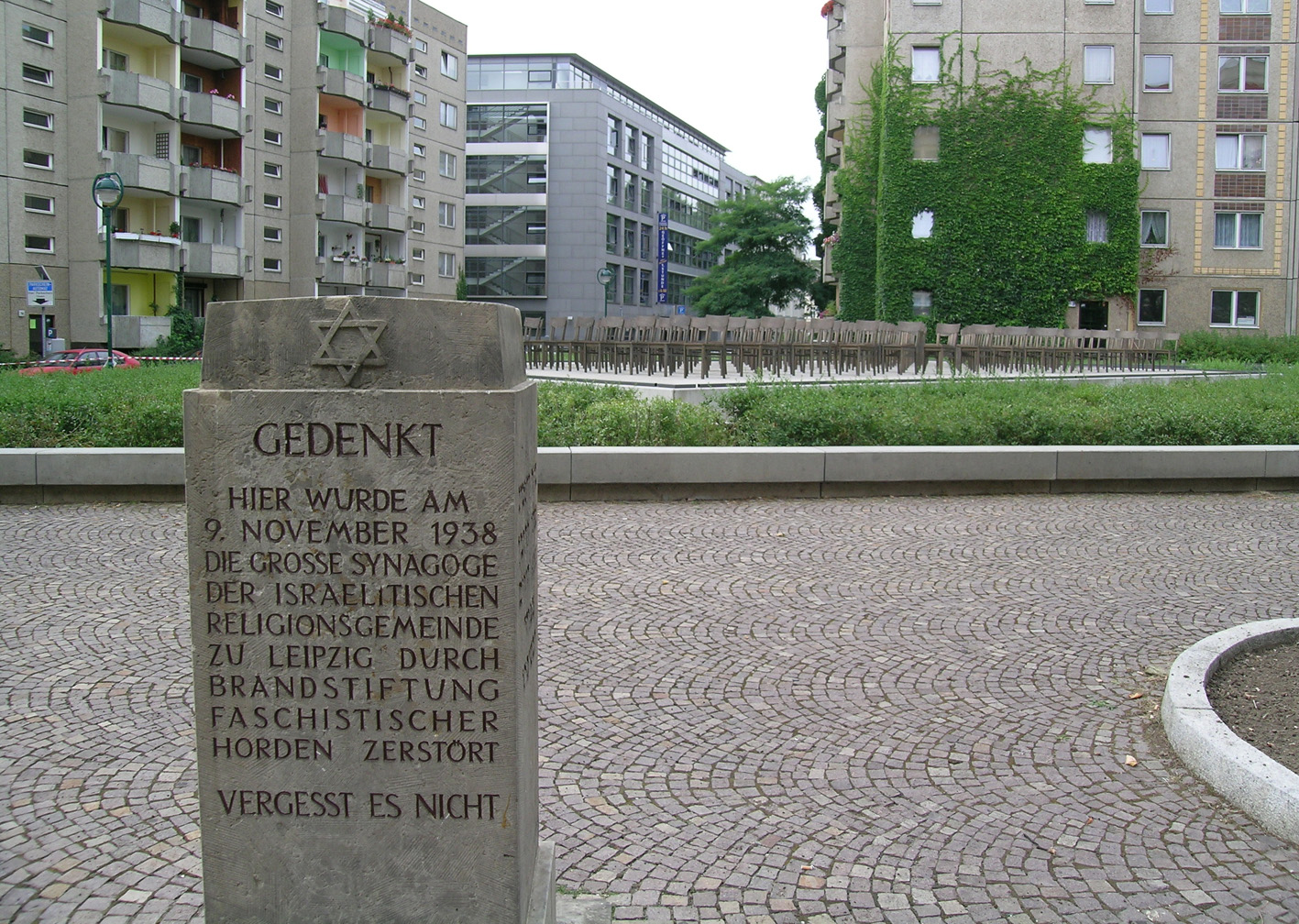
Le mémorial de 2001 derrière la stèle de 1966

Le 24 juin 2001 est inauguré sur le site de la grande synagogue communautaire le mémorial rappelant l'arrestation et l'assassinat des citoyennes et des citoyens juifs de la ville de Leipzig pendant la période nationale-socialiste. Ce monument est l'aboutissement de plus de sept années de concertation afin de trouver une solution pour un terrain en friche.
Pas moins de 94 projets sont déposés lors de l'appel à concurrence, et après plusieurs délibérations, le projet des jeunes architectes de Leipzig, Sebastian Helm et Anna Dilengite, est retenu alors qu'à l'origine, il ne se situait pas parmi les trois premières places.
Leur projet de 140 chaises est le meilleur compromis trouvé entre les différents membres du jury et la communauté juive de Leipzig, car il relie la mémoire de la Shoah et cet emplacement historique, tout en assurant la viabilité de la place pour les commémorations prévues chaque année le 9 novembre.
Toutefois les discussions vont s'éterniser afin de prévoir l'impact du monument dans le quartier et si celui-ci contribuera au souvenir et au débat.
140 chaises en bronze se trouvent rangées sur un plateau accessible par une rampe. Une haie de buissons verts entoure l'ensemble en reprenant exactement le plan en trapèze de la synagogue détruite, si bien que les chaises vides se trouvent métaphoriquement dans l'ancienne synagogue. Un mur en béton sépare le monument avec des inscriptions en anglais, allemand et hébreu.
D'après les architectes: « non seulement il n'est pas interdit de s'asseoir sur les chaises, mais il est même recommandé de s'y asseoir ».